# Vojtěch Červínek
Vojtěch Červínek (ur. 6 września 1948) – czechosłowacki kolarz przełajowy, brązowy medalista mistrzostw świata.

## Kariera
Największy sukces w karierze Vojtěch Červínek osiągnął w 1977 roku, kiedy zdobył brązowy medal w kategorii amatorów podczas przełajowych mistrzostw świata w Hanowerze. W zawodach tych wyprzedzili go jedynie Belg Robert Vermeire oraz Ekkehard Teichreber z RFN. Był to jednak jedyny medal wywalczony przez niego na międzynarodowej imprezie tej rangi. Był też między innymi czwarty na mistrzostwach świata w Chazay-d'Azergues w 1976 roku, przegrywając walkę o podium z Ekkehardem Teichreberem. Kilkakrotnie zdobywał medale mistrzostw kraju, w tym pięć złotych. Nigdy nie wystąpił na igrzyskach olimpijskich. W 1977 roku zakończył karierę.